# Filip Grgić
Filip Grgić (ur. 25 października 1989 roku w Zagrzebiu) – chorwacki zawodnik taekwondo, uczestnik igrzysk olimpijskich w Rio de Janeiro. 

## Igrzyska olimpijskie
Wziął udział w rywalizacji w wadze do 68 kilogramów na igrzyskach w 2016 roku. W 1/8 zmierzył się z Hiszpanem Joelem Gonzálezem, z którym przegrał 3-4 i odpadł z dalszej rywalizacji. 